# Resolució 5 del Consell de Seguretat de les Nacions Unides
La Resolució 5 del Consell de Seguretat de les Nacions Unides, aprovada el 8 de maig de 1946, acordava el retard als debats sobre la qüestió de l'Iran per l'absència de confirmació de la retirada total de tropes soviètiques de territori iranià. Així mateix, es convidava al govern de l'Iran a presentar un informe més complet preferentment abans del 20 de maig perquè, una vegada rebut, el Consell decidís possibles mesures a adoptar.

## Context
Prèviament, durant la 30a sessió del Consell celebrada el 4 d'abril d'aquest mateix any, la Resolució 3 establia que els representants de l'Iran i la Unió Soviètica estaven "convidats a informar al Consell si s'ha acabat l'evacuació de totes les tropes de la URSS de territori iranià". No obstant això, el Govern de l'Iran, en el seu informe preliminar del 6 de maig per donar resposta a aquesta resolució, no podia afirmar que aquesta evacuació total s'hagués produït, si bé la retirada estava confirmada a diverses províncies. El motiu d'aquest dubte sobre la situació real per part del govern iranià es trobava, segons el representant de l'Iran, en la ingerències estrangeres a la província d'Azerbaidjan (en aquells dies amb un alt grau d'autonomia però pertanyent de facto a l'Iran). El representant de l'Iran va afirmar en una missiva que:
| « | Les tropes soviètiques han evacuat totalment ja les províncies de Khorasan, Gorgan, Mazanderan i Gilan. (...) Pel que fa a la província de l'Azerbaidjan, el Govern té coneixement per altres fonts que prossegueix l'evacuació de les tropes soviètiques i s'afirma que la mateixa quedarà acabada en aquesta província abans del 7 de maig de 1946. Aquestes notícies no han pogut ser comprovades directament pels funcionaris del Govern de l'Iran. Això es deu al fet que, com ja s'ha assenyalat anteriorment al Consell de Seguretat, el Govern iranià a causa de les ingerències [sic] denunciades, no ha pogut exercir realment la seva autoritat a l'Azerbaitjan des del 7 de novembre de 1945, i des de llavors fins ara no li ha estat possible determinar, per mitjà dels seus propis funcionaris les condicions que regnen en tota la província. | » |
| — Carta del 6 de maig de 1946 dirigida al President del Consell de Seguretat pel representant de l'Iran. Document S/53. (Traduït de l'anglès per personal de l'ONU) | |   |

## Desenvolupament de la 40a sessió
La Resolució 5 es va aprovar durant la 40a sessió del Consell de Seguretat per unanimitat entre els presents. La Unió Soviètica va estar absent.
El text aprovat procedia del projecte de resolució proposat pel representant dels Estats Units durant aquesta mateixa sessió. En la seva intervenció, el representant estatunidenc va afirmar que el Govern de la URSS no havia atès la petició del Consell d'acord amb el qual s'estableix en la resolució 4, mentre que el Govern de l'Iran per la seva banda havia "complert amb el sol·licitat, però únicament de manera provisional" doncs els seus funcionaris no havien tingut possibilitat de comprovar in situ la situació a la província d'Azerbaidjan. Els representants d'Austràlia, Regne Unit i els Països Baixos van prendre la paraula abans que el projecte de resolució fos sotmès a votació, manifestant la seva adhesió amb la declaració nord-americana. El representant d'Austràlia va protestar per l'absència en la sessió de la Unió Soviètica per considerar-la una maniobra, amb precedents immediats en altres sessions, a través de la qual intentava deslegitimar qualsevol resolució del Consell que l'afectés directament. El representant del Regne Unit va respondre que potser "exagerava una mica les dificultats que se'ls presentava", doncs "l'absència de qualsevol membre no paralitza la labor del Consell". Finalment, el representant neerlandès va expressar que "la resolució podria aprovar-se lícitament en ser clarament una qüestió de procediment", recordant que una sessió anterior va expressar que era "impropi que un membre opti per absentar-se, en comptes de sotmetre's a l'opinió de la majoria necessària que una decisió ha estat legítimament aprovada." Afifi Baixà, representant d'Egipte i president rotatori del Consell, va sotmetre a votació el projecte de resolució que va quedar aprovat "sense oposició". Tot seguit va aixecar la sessió.